# Wednesday Island (Torres-Straße)
Wednesday Island, auch Mawain oder Maururra genannt, ist eine kleine unbewohnte Insel der Torres-Strait-Inseln. Sie gehört zum australischen Bundesstaat Queensland und liegt 3,2 km nördlich der wesentlich größeren Insel Moa. Näher liegen nur die kleinen Tuesday-Inseln, die sich 2,5 km im Südosten befinden. Wednesday Island ist die nördlichste Insel der Thursday-Inseln.
Verwaltungstechnisch zählt Wednesday Island zu den Inner Islands, der südlichen Inselregion des Verwaltungsbezirks Torres Shire.
Die fast vollständig bewaldete Insel ist von einem Korallenriff umgeben. Sie erreicht ihre größte Höhe von 91 Metern im südlichen Zentralbereich. Eine Erhebung von 84 Metern liegt nahe dem Ince Point, der Nordspitze der Insel. Am Ince Point befindet sich ein Leuchtturm.

## Etymologie
Der westliche Name der Insel stammt von Kapitän William Bligh, der die Torresstraße vom 2. Juni (Dienstag) bis 5. Juni 1789 (Freitag) in Richtung Westen (Kupang) durchfuhr. Einige der Inseln, die er dabei passierte, nannte er nach den Wochentagen seiner etwa viertägigen Durchfahrt Tuesday-Inseln, Wednesday Island, Thursday Island und Friday Island. Sunday Island, die er bereits am vorangegangenen Sonntag, den 31. Mai 1789 passierte, liegt rund 200 Kilometer südöstlich der Torres Strait Islands nahe der Ostküste der Kap-York-Halbinsel.
Wednesday Island war früher bewohnt.